# Ceraphron facialis
Ceraphron facialis är en stekelart som beskrevs av Paul Dessart 1975. Ceraphron facialis ingår i släktet Ceraphron och familjen pysslingsteklar. Inga underarter finns listade i Catalogue of Life.